# Kasper in de Onderwereld
Kasper in de onderwereld is een hoorspel naar de novelle De goden moeten hun getal hebben van Hubert Lampo (het boekenweekgeschenk van 1969, later herdrukt als Kasper in de onderwereld). In een bewerking van Patrick Bernauw zond de BRT het uit op dinsdag 17 januari 1989. De regisseur was Michel De Sutter. De uitzending duurde 99 minuten.

## Rolbezetting
- Jo De Meyere
- Ludo Busschots
- Koen De Bouw
- Loes Van den Heuvel
- Stef Baeyens
- Anton Cogen
- Ugo Prinsen
- Jacky Morel
- Luc Willekens
- Walter Cornelis
- Ward De Ravet
- Alex Wilequet
- Machteld Ramoudt

## Inhoud
Kasper Bentheim, vermaard concertpianist, raakt teleurgesteld in de liefde. Hij krijgt een zenuwinzinking en wordt opgenomen in de huisverpleging voor geesteszieken in Geel. Hij leeft ten onrechte in de veronderstelling dat hij zijn geliefde heeft vermoord. Het verhaal start wanneer Kasper Geel verlaten heeft en door Antwerpen dwaalt. In zijn waan ziet hij de stad als de werkelijkheid geworden mythische onderwereld, waarin hij als Orpheus op zoek is naar de overleden geliefde Eurydice. Het mythische gegeven wordt voortdurend doorkruist door zuiver realistische omstandigheden, een werkstaking bijvoorbeeld, en gebeurtenissen en ontmoetingen waaraan Kasper al dan niet een mythische connotatie verleent. Zo zwerft hij in de eerste scène door een gebied waarin havenwerken plaatsvinden, in zijn geest een doorgangsgebied naar de onderwereld. 
Bij de Schelde, de Styx, vindt hij een onderkomen in een woonschuit, hem ter hand gesteld door een goedmoedige herbergier. Hij vat een zekere sympathie op voor de dochter van de herbergier, Heleen. In de menagerie van een circus openbaren zich zijn magische gaven wanneer hij door zijn mondharmonicaspel een zieke tijger tot rust brengt en zo een dierenarts de gelegenheid geeft het dier te onderzoeken. Door middel van tussenpersonen, Alex bijvoorbeeld, komen we beetje bij beetje meer te weten over zijn verleden. Zijn zoektocht naar Eurydice, in werkelijkheid een stripteaseuse, brengt hem onder meer in contact met een alchemist en met Simon, de bewaker van de doden en ten slotte vindt hij Eurydice in een goedkope nachtclub. Inmiddels is zijn dokter hem op het spoor gekomen. Wanneer Kasper nog steeds in zijn rol van Orpheus musicerend aan de kop gaat lopen van een betoging, wordt hij neergeschoten door de oproerpolitie.